# Housesitter – Lügen haben schöne Beine
Housesitter – Lügen haben schöne Beine ist eine Filmkomödie aus dem Jahr 1992. Regie führte Frank Oz.

## Handlung
Newton Davis ist Architekt. Nachdem er für sich und seine Freundin Becky sein Traumhaus gebaut hat, ist er umso enttäuschter, als sie seinen Heiratsantrag zurückweist. Es kommt zur Trennung.
Als Newton eines Abends in einem ungarischen Restaurant essen geht, begegnet ihm dort die Kellnerin Gwen. Da Newton glaubt, sie verstehe die englische Sprache nicht, erzählt er ihr die Geschichte von seinem Traumhaus und zeichnet ihr eine Skizze des Hauses auf eine Serviette. Als Newton nach Hause gehen will, trifft er Gwen auf der Straße. Es stellt sich heraus, dass sie gar keine Ungarin ist und alles verstanden hat, was er ihr erzählt hat. Beide unterhalten sich und gehen daraufhin in Gwens Wohnung, wo Newton schließlich die Nacht verbringt.
Am nächsten Morgen verlässt Newton die Wohnung. Als Gwen aufwacht und bemerkt, dass ihr nächtlicher Gast verschwunden ist, findet sie die Serviette mit der Zeichnung des Hauses und beschließt, dorthin zu fahren, um es sich anzuschauen. Sie ist begeistert von Newtons Traumhaus und zieht dort ohne Newtons Wissen ein. Als sie in der Stadt Einkäufe erledigt, gibt sie sich als Newtons Ehefrau aus. Diese Lüge ermöglicht es ihr, alle Einkäufe anschreiben lassen zu können. Auf dem Rückweg zum Haus trifft sie Newtons Eltern, die überrascht sind, als sie hören, dass ihr Sohn verheiratet sei.
Als Newton zu seinem Haus fährt, um dort ein paar Tage Urlaub zu machen, entdeckt er, dass Gwen dort eingezogen ist. Alle Versuche, sie wieder loszuwerden, schlagen fehl, denn Gwen schafft es mit ihren geschickten Schwindeleien, alle davon zu überzeugen, dass sie und Newton verheiratet sind. Newton versucht unterdessen seine Ex-Freundin Becky zurückzuerobern. Doch auch sie glaubt Gwen und weist ihn ab.
Gwen schafft es sogar, dass Newton eine Gehaltserhöhung von seinem Chef bekommt. Bei einer Feier will sie den Chef ihren Eltern vorstellen, denn Gwen hat ihn glauben gemacht, dass er zusammen mit ihrem Vater im Krieg gedient habe. An diesem Punkt droht Gwens Lügengebäude zusammenzufallen, doch wie immer findet sie eine Lösung: Sie bezahlt zwei Obdachlose, die sich als ihre Eltern ausgeben. Newtons Chef, seine Familie und Freunde sind begeistert von Gwen und ihren Eltern.
Am Schluss erkennt Newton, dass er in Gwen verliebt ist, und beschließt, mit ihr in dem Haus zu wohnen.

## Kritiken
Roger Ebert schrieb in der Chicago Sun-Times vom 12. Juni 1992, der Film sei kein Meisterwerk der Komik, er sei allerdings „süß“ und „lustig“ („sweet and funny“). Ebert lobte in diesem Zusammenhang die Darstellungen von Goldie Hawn und Steve Martin.

„Eine inszenatorisch uninspirierte, arg dialoglastige Komödie, die kaum einmal den notwendigen Rhythmus findet und allenfalls durch die hervorragenden Hauptdarsteller unterhält.“

„Ein schräger, verrückter, höchst charmanter Ulk. ‘Muppet’-Puppenspieler Frank Oz zieht mal wieder gekonnt die Fäden. Der Regisseur zeigt, dass er auch mit menschlichen Darstellern exzellent umgehen kann. Fazit: Ungelogen: Turbulenter Gute-Laune-Spaß mit Charme.“